# Cuterebra mirabilis
Cuterebra mirabilis är en tvåvingeart som beskrevs av Curtis W. Sabrosky 1986. Cuterebra mirabilis ingår i släktet Cuterebra och familjen styngflugor.
Artens utbredningsområde är New Mexico. Inga underarter finns listade i Catalogue of Life.